# Томаківка (Кам'янський район)
Тома́ківка — село в Україні, у Кам'янському районі Дніпропетровської області. Населення за переписом 2001 року складало 33 особи. Входить до складу Верхньодніпровської міської громади.

## Географія
Село Томаківка знаходиться на відстані 1,5 км від села Зелене. Поруч проходить автомобільна дорога Т 0415.

## Населення

### Мова
Розподіл населення за рідною мовою за даними перепису 2001 року:
| Мова       | Кількість | Відсоток |
| ---------- | --------- | -------- |
| українська | 29        | 87.88%   |
| російська  | 3         | 9.09%    |
| білоруська | 1         | 3.03%    |
| Усього     | 33        | 100%     |